# Catalamprus
Catalamprus – rodzaj chrząszcza z rodziny sprężykowatych. Zawiera on 2 gatunki. Gatunek typowy tego rodzaju wcześniej nazywał się Pantolamprus angustus (Fleutiaux, 1902). Basilewsky przeniósł go do nowego rodzaju, by oddzielić go od innego gatunku wymienionego rodzaju.
Przedstawiciele rodzaju charakteryzują się pewnymi synapomorfiami, ale i homoplazjami – równa długość trzeciego i czwartego segmentu czułków należą do tej drugiej grupy, podobnie jak nieregularne ułożenie kolców torebki kopulacyjnej.
Chrząszcze należące do tego rodzaju spotyka się w Afryce: w Republice Środkowoafrykańskiej, Demokratycznej Republice Konga oraz w Gabonie.